# Джумагулов, Усман Галиевич
Усман Галиевич Джумагулов (1895, Павлодар, Семипалатинская область (Российская империя) — 1965) — советский казахский государственный и общественный деятель. Народный комиссар совхозов Казахской ССР (1938—1939). Первый председатель Джамбульского областного исполкома (1939—1941). Депутат Верховного Совета КазССР.

## Биография
Казах. Образование — низшее. В 1912—1916 годах работал в Павлодаре кучером у купца, затем до 1918 года — грузчиком водного транспорта. В 1918—1919 годах работал на Омской Восточно-Сибирской железной дороге, шахтёром Анжерских угольных копей.
В 1919—1920 годах — рабочий Томской химической лаборатории, делопроизводитель нацсекции при Томском губисполкоме (1921—1922), агент по хлебозаготовкам Семипалатинского губернского совнархоза в Павлодаре (1922—1923), секретарь Сразаского сельсовета, станции Юрга Томского округа (1924—1925); заместитель председателя правления сельского потребительского общества ст. Юрга (1925—1928), заместитель председателя коопхлебсоюза ст. Юрга (1928); инструктор Павлодарского окружного Коопзерносоюза (1928—1930).
В 1927 году стал членом ВКП(б).
Был назначен заместителем директора Октябрьского зерносовхоза (Максимо-Горьковский район, 1930—1931).
В 1931-32 годах обучался на курсах директоров совхозов (ст. Верблюд). В 1932—1933 годах работал заместителем директора зерносовхоза Хайбулинского района Башкирской АССР, затем, заместителем директора зерносовхоза «Красная Башкирия» Башкирской АССР (1933—1934).
В 1934—1937 годах руководил Уч-Тюбинского молмясосовхоза Саркандского района ААО.
С 1937 года — на партийной работе. Назначен секретарём Саркандского райкома ВКП(б) Казахстана (1937—1938); позже — секретарём Аксуйского РК райкома (1938).
В 1938—1939 годах занимал пост Народного комиссара совхозов Казахской ССР.
В 1939 году назначен председателем Джамбульского областного исполкома (до 1941).
В сентябре 1940 года получил от ЦК КП Казахстана строгий выговор с занесением в учётную карточку «за проявление непартийного поступка, выразившееся в написании под влиянием и нажимом 2-го секретаря обкома тенденциозного заявления, направленного к ошельмованию и дискредитации 1-го секретаря обкома».
С апреля 1941 по 1942 года — заведующий Акмолинским облторгом. В сентябре 1942 года стал председателем Калининского райисполкома Акмолинской области.
Дальнейшая информация отсутствует.